# 沈寶琛
沈寶琛（？—？），浙江省紹興府嵊縣人，清朝政治人物、進士出身。
光緒十八年（1892年），参加光緒壬辰科殿試，登進士二甲118名。同年五月，以主事分部学习。